# Silnice II/346
Silnice II/346 je komunikace II. třídy, která prochází Krajem Vysočina. Začíná výjezdem ze silnice II/130 ve směru JV na okraji obce Leština u Světlé. V obci Habry končí první část trasy napojením na silnici I/38. Souběžně s touto silnicí pokračuje 5,7 km až do obce Kámen. Tady začíná druhá část II/348 výjezdem z I/38 východním směrem. Trasa pak vede až do města Chotěboř a v centru města končí napojením na silnici II/344 a II/345.
Na silnici je celkem 11 obcí nebo osad, z toho dvě města. Čerpací stanice přímo na trase nejsou. Nacházejí se mimo trasu v Habrech a v Chotěboři. Celková délka silnice je 18,3 km. Z toho první část je 6,3 km a druhá část je 12 km.